# Ferruccio Manza
Ferruccio Manza (ur. 26 kwietnia 1943 w Cortine di Nave) – włoski kolarz szosowy, srebrny medalista olimpijski i mistrz świata.

## Kariera
Największe sukcesy w karierze Ferruccio Manza osiągnął w 1964 roku, kiedy zdobył dwa medale na międzynarodowych imprezach. Najpierw wspólnie z Pietro Guerrą, Luciano Dalla Boną i Severino Andreolim zdobył złoty medal w drużynowej jeździe na czas podczas szosowych mistrzostw świata w Sallanches. W tym samym roku i tym samym składzie drużyna włoska zdobyła również srebrny medal na igrzyskach olimpijskich w Tokio, ulegając jedynie ekipie Holandii. Na tych samych igrzyskach Włoch wystartował również w indywidualnym wyścigu ze startu wspólnego, ale nie ukończył rywalizacji. Poza igrzyskami wygrał między innymi GP Liberazione w 1965 roku, a rok wcześniej zwyciężył w kryterium w szwajcarskim Lancy.